# يسى
يسى (بالعبرية: יִשַׁי) هو شخصية ذكرت في الكتاب المقدس في سفر صموئيل الأول، وهو والد الملك داود ثالث ملوك إسرائيل. يسى هو ابن عوبيد وحفيد راعوث الموآبية وبوعز، ولد وعاش في بيت لحم وكان من سبط يهوذا وعاش كمزارع و راعي أغنام. حسب سفر صموئيل طلب الله من صموئيل أن يذهب إلى بيت يسى لكي ينصب واحدا من أبنائه كملك لإسرائيل، فذهب إلى هناك وقابل أبنائه ولم يخبر الله صموئيل إن أي أحد منهم هو المختار ليكون ملك إسرائيل، ثم سأل صموئيل يسى إذا كان له ابن آخر فقال له أن أصغر أبنائه موجود ويقوم برعاية غنمه. فذهب صموئيل إلى داود، فقال الله لصموئيل أنه هو الذي إختاره ليكون ملكاً لإسرائيل فمسحه ملكاً على إسرائيل.
وأيضا أرسل يسى ابنه داود ببعض الطعام لأخوته الذين كانوا في الحرب وعندما ذهب لهناك واجه جليات الجبار وهزمه